# Шкала Маллампати

Шкала Маллампати.

Шкала Маллампати (классификация Маллампати, тест Маллампати) — наиболее известный и всемирно используемый метод прогнозирования трудной интубации трахеи, предложенный в 1983 году. Назван по имени автора шкалы, американского врача индийского происхождения Маллампати Шешагири Рао. Для теста применяется визуальная оценка расстояния от корня языка до крыши ротовой полости, то есть анатомического пространства, в котором будет работать анестезиолог при интубации. В 1987 году шкала была модифицирована Самсуном и Янгом, предложившими учитывать в оценке дополнительные анатомические ориентиры. Шкала Маллампати является скрининговым, косвенным способом прогностической оценки трудности интубации; для более достоверной оценки используется шкала Кормака—Лехана, в которой учитываются сведения, получаемые непосредственно в процессе интубации при прямой ларингоскопии. Высокий балл по шкале Маллампати (класс 3 или 4) связан с более трудной интубацией, а также с более высокой частотой апноэ во сне.

## Техника
Пациента в положении сидя просят открыть рот и как можно дальше высунуть язык. При этом анестезиолог осматривает полость рта, обращая внимание на то, визуализируются ли нёбные дужки, мягкое нёбо и основание язычка. Исследование обычно проводится без фонации. В зависимости от того, максимально ли далеко высунут язык и/или производилась ли фонация при исследовании, оценка по шкале может варьировать.

### Модифицированная шкала Маллампати[3]
- Класс I: визуализируются мягкое нёбо, язычок, зев, нёбные дужки
- Класс II: визуализируются мягкое нёбо, большая часть язычка, зев
- Класс III: визуализируются мягкое нёбо и основание язычка
- Класс IV: визуализируется только твёрдое нёбо

### Оригинальная шкала Маллампати
- Класс I: визуализируются мягкое нёбо, нёбные дужки и язычок
- Класс II: визуализируются мягкое нёбо и нёбные дужки, язычок прикрыт языком
- Класс III: визуализируется только мягкое нёбо

## Клиническое значение
В то время как классы I и II ассоциированы с относительно лёгкой интубацией трахеи, классы III и IV свидетельствуют о вероятных трудностях при интубации. Систематический обзор 42 исследований с 34 513 участниками показал, что модифицированная шкала Маллампати является хорошим предиктором трудностей при прямой ларингоскопии и интубации, но плохо предсказывает трудную масочную вентиляцию.